# Думба, Сабина
Сабина Думба (швед. Sabina Ddumba, род. 23 февраля 1994 года в Стокгольме) — шведская певица.

## Биография
Родители Сабины родом из Уганды. Она выросла в городке Фисксэтра, пригороде Стокгольма, и посещала христианскую церковную школу в Сёдермальме. В начальной школе начала петь в хоре, а в 14 лет вступила в хор Tensta Gospel Choir.
В 2012 году Сабина приняла участие в шведской версии телепередачи X Factor.
В 2014 году выпустила дебютный сингл «Scarred for Life», в 2015 году последовал второй сингл «Effortless» и третий — «Not Too Young». Осенью 2017 года Думба выпустила дебютный альбом «Homeward Bound». Сингл «Effortless» звучит в 19 эпизоде 13 сезона сериала Анатомия страсти.
29 ноября 2014 года приняла участие в музыкальной передаче Moraeus med mera.
25 февраля 2015 года выступила в музыкальной церемонии Grammisgalan.
Осенью 2017 года участвовала в телепередаче Så mycket bättre, где была отмечена за нестандартное исполнение песен других артистов. Её версия песни Uno Svenningsson «Vågorna» одной из самых популярных песен программы на стриминг-сервисе Spotify.
Сабина исполнила бэк-вокал в песне Кэти Перри «Walking On Air» и в песнях шведской певицы Йенни Уилсон (Jenny Wilson), также сотрудничала с шведскими музыкантами Mohammed Ali, Looptroop Rockers, Adam Kanyama и Lorentz & Sakarias.
Сабина подписана на американский лейбл Warner Brothers.

### Награды
В январе 2016 года получила награду в категории «Самая модная женщина» по версии Ellegalan.
16 января 2016 году выиграла в категории «Лучший новый артист» в музыкальной церемонии P3 Guld-galan.

## Дискография

### Альбомы
- 2016 — Homeward Bound

### Синглы
- 2014 — Scarred for Life
- 2015 — Effortless
- 2015 — Not Too Young
- 2016 — Time
- 2017 — Did It for the Fame